# Kuscheloniscus vandeli
Kuscheloniscus vandeli is een pissebed uit de familie Styloniscidae. De wetenschappelijke naam van de soort is voor het eerst geldig gepubliceerd in 1961 door Strouhal.